# みゆきプラザ
みゆきプラザは、広島県広島市南区にある複合商業施設。居住棟2棟と商業棟1棟の計3棟で構成されている。広島地区の複合商業施設の先駆け的な施設になった

## 概要
以前その地にあった広陵高校の再開発で、マンション2棟（『みゆきパーク・マンションA棟』・『みゆきパーク・マンションB棟』）、と商業施設1棟（『ジャスコみゆき店』→『イオンみゆき店』）が建設された。また施設内にはもみじ銀行翠町支店もある。

## 歴史

### 前史
千田廟公園に隣接する当地には、1921年（大正10年）3月から1973年（昭和48年）3月まで広陵高等学校（1948年（昭和23年）5月までは『広陵中学校』）が所在していた。
1967年（昭和42年）頃より、学校敷地が狭いことや周辺環境の変化により教育環境が悪化したことで、学校移転の議論がされるようになった。1968年（昭和43年）に学校移転を決定し、移転先を探し始めた。1969年（昭和44年）4月12日の理事会で安佐郡沼田町（現広島市安佐南区伴東）への移転を決定。1972年（昭和47年）7月に起工式を行い、新校舎の建設が始まった。1973年（昭和48年）3月に新校舎の工事が終わり、4月上旬までに移転を終えた。そして、1973年（昭和48年）5月19日に新校舎は落成。記念式が行われた。

### 再開発
1973年（昭和48年）4月に三井不動産が、広陵高校の跡地を買収。約20,000m2の土地を総額18億円で買収。同月23日に引き渡された。これまでに山陽高等学校の跡地を地卸売業者『十和』が買収した事例はあったが、全国区の企業による買収は初の事例になった。
当初の計画案では、15階建てのマンションを3棟建築。約500戸の高級分譲マンションにする予定で、そのほとんどを4LDKに。人工地盤の中庭を設け、1階部分をショッピングセンターにする計画だった。また、学校に隣接していた『広陵商店街』も取り込み、施設に織り込む予定とした。また、日照権の関連などで計画の変更もありえるとしていた。当初計画では、1974年（昭和49年）秋より完成した部分より順次分譲開始としていた。当初計画段階での仮称は『広陵パーク・マンション』としていた。
1974年（昭和49年）12月に『みゆきプラザ』の詳細計画を発表。同月10日より着工した。敷地は、『旧・広陵高校跡地』と『広陵商店街』を合わせて約19,000m2で、その内の約12,000m2に14階建て及び13階建てのマンションを2棟。全戸3LDKで330戸を予定。分譲予定値段は1,500万円から2,000万円とし、1975年（昭和50年）3月より順次分譲開始とした。
また、5階建ての商業施設には、核となる店舗に30店の専門店。その内の18店舗を『広陵商店街』の店舗を予定した。さらに、別の所にあった『広島相互銀行』の支店も、施設内に移転。診療所・食堂・理容所・美容所なども予定した。
建物が建たない約7,000m2は、一般公園の公園とし集会所を設ける予定にした。公園設置と建物の難燃化により、1974年（昭和49年）3月には全国で5番目になる住宅金融公庫の『都市再開発資金融資』を受けることになり、建物の工費約60億円の内75%の約45億円の融資を受けた。総事業費は110億円を予定。マンション1棟とショッピングセンターは1976年（昭和51年）秋、全体では1977年（昭和52年）秋を完成予定とした。

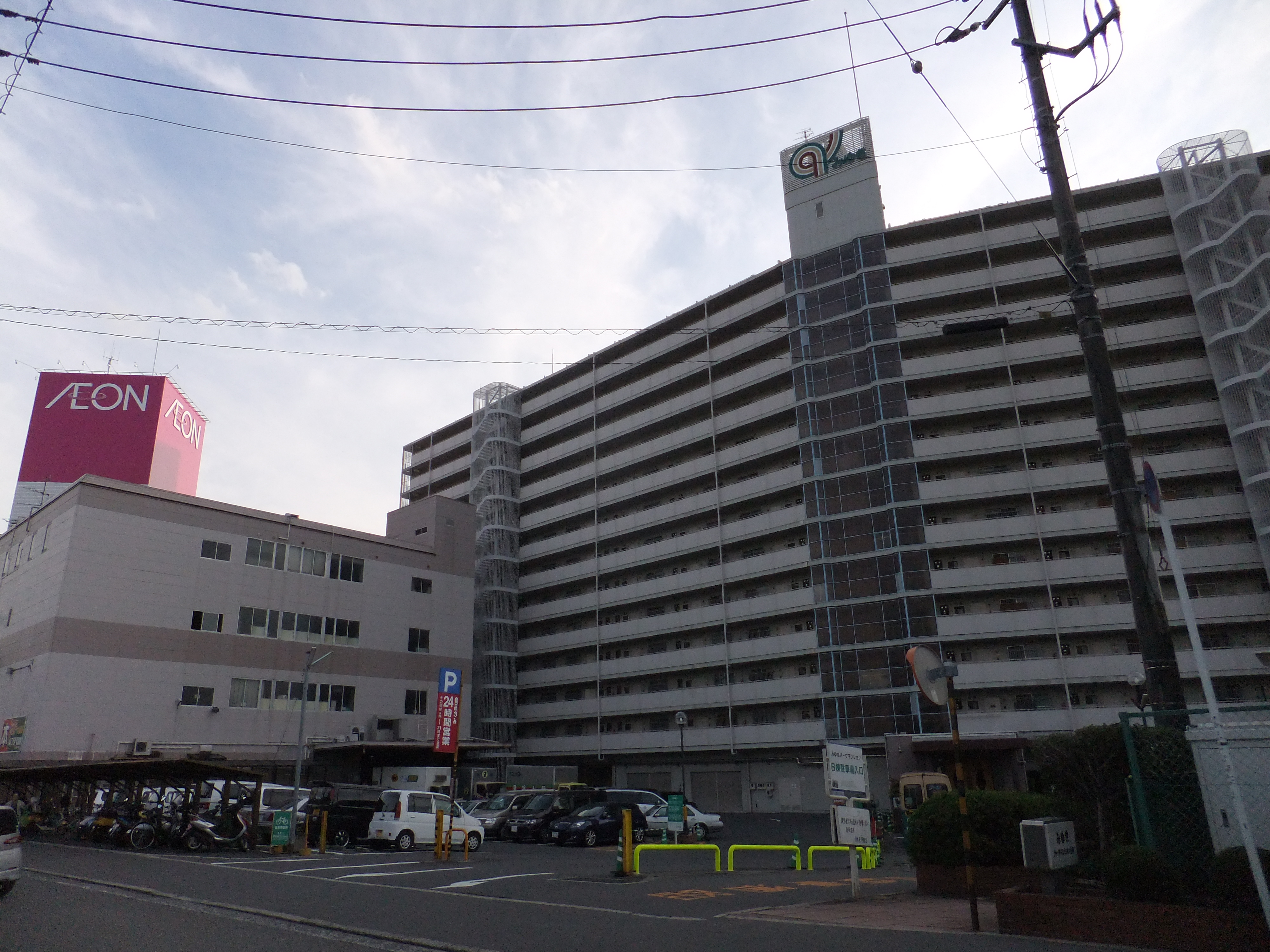
マンションB棟と商業施設
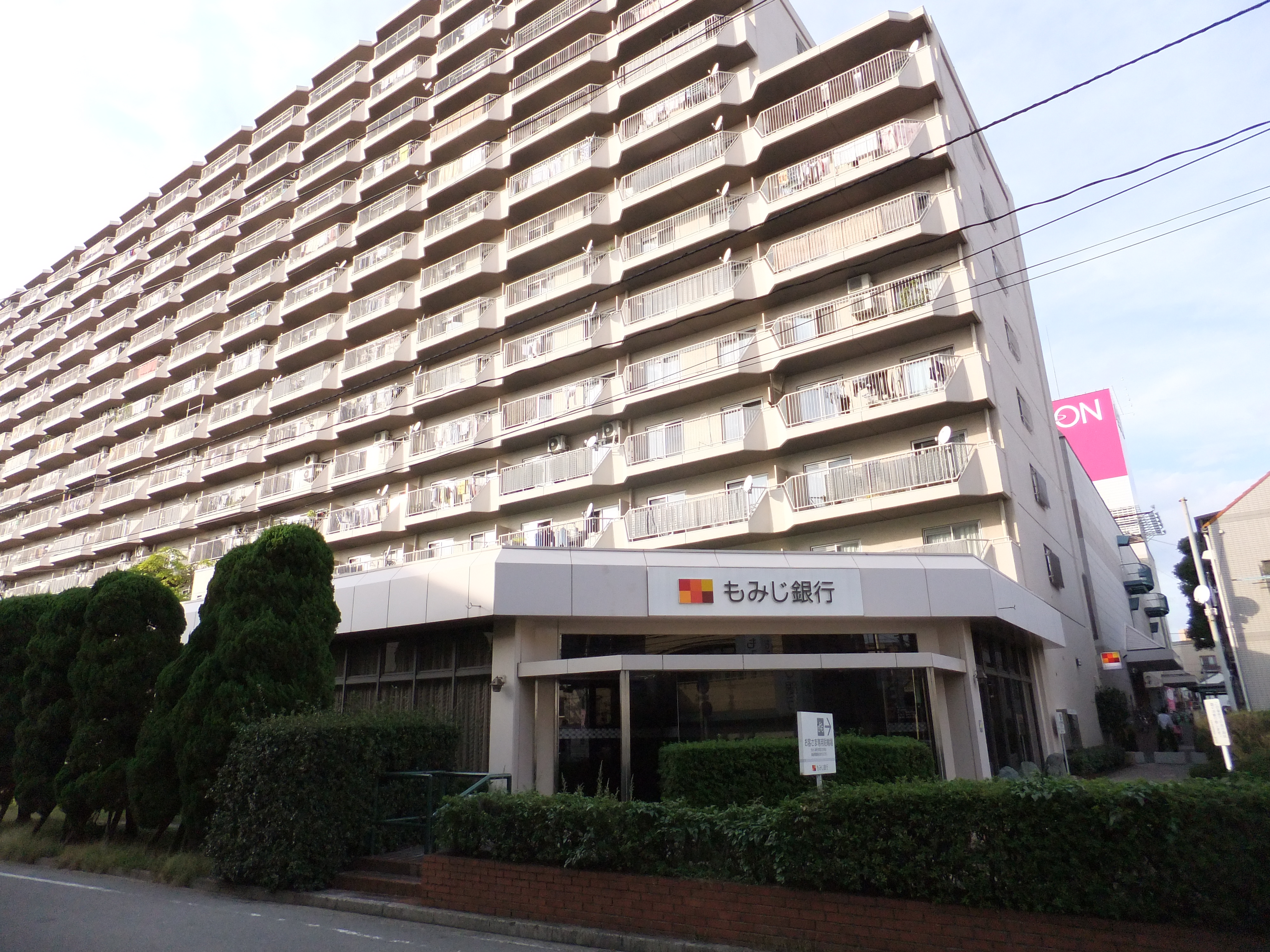
マンションA棟と銀行

## 施設

### 居住棟
居住棟は『みゆきパーク・マンションA棟』及び『みゆきパーク・マンションB棟』で構成される。
『みゆきパーク・マンションA棟』（14階建・203戸）は1976年（昭和51年）9月に完成し分譲開始。『みゆきパーク・マンションB棟』（13階建・162戸）は1978年（昭和53年）8月に竣工した。

### 商業棟
イオンみゆき店（イオンみゆきてん）は、『みゆきプラザ』に入居しているイオンリテールが運営する総合スーパー (GMS)である。
商業施設は、1976年（昭和51年）11月に山陽ジャスコが商業棟の核テナントに決定当時広島市内に、山陽ジャスコの店舗は当年開業した『ジャスコ可部店』のみで、山陽ジャスコ全体としては7番目の店舗、広島市内2店舗目になった。
当初計画では鉄筋4階建ての店舗に、延べ面積13,015m2、その内の店舗面積は9,693m2で、ジャスコが8,473m2、専門店が1,220m2。工事開始が1977年（昭和52年）1月から、開店が同年6月末で、総工費は約10億円の予定にしていた。
その後、1977年（昭和52年）2月21日に開かれた広島商工会議所の商調協で、店舗面積37.9%カットの6,020m2で了承された。
そして、1977年（昭和52年）11月25日に『ジャスコみゆき店』として開業した。3階建の建物で、完成当初の売場面積は6,016m2。1階は食料品、2階は衣料品、3階は日用雑貨の売場になった。また、36店の専門店が入店し、その中の一部は『広陵商店街』に有った店舗が入店。開店日には、開店の時点で約2,000人が来店。最終的には35,000人が来店した。
事業会社は、当初は『山陽ジャスコ』の店舗だったが、1993年（平成5年）11月にジャスコに営業譲渡。2001年（平成13年）8月21日にイオンに社名変更後、2008年（平成20年）8月21日にイオンリテールに移管された。
開業当初は商圏を旧市内と想定していたが、フジショッピングスクエア広島店（現・フジグラン広島）の出店に合わせて、宇品地区を中心とした旧市内の南半分に見直している。
店舗ブランド及び店名は、開店当初より『ジャスコみゆき店』だったが、2011年（平成23年）3月1日にブランドの再編成によりイオンになり、『イオンみゆき店』になった。

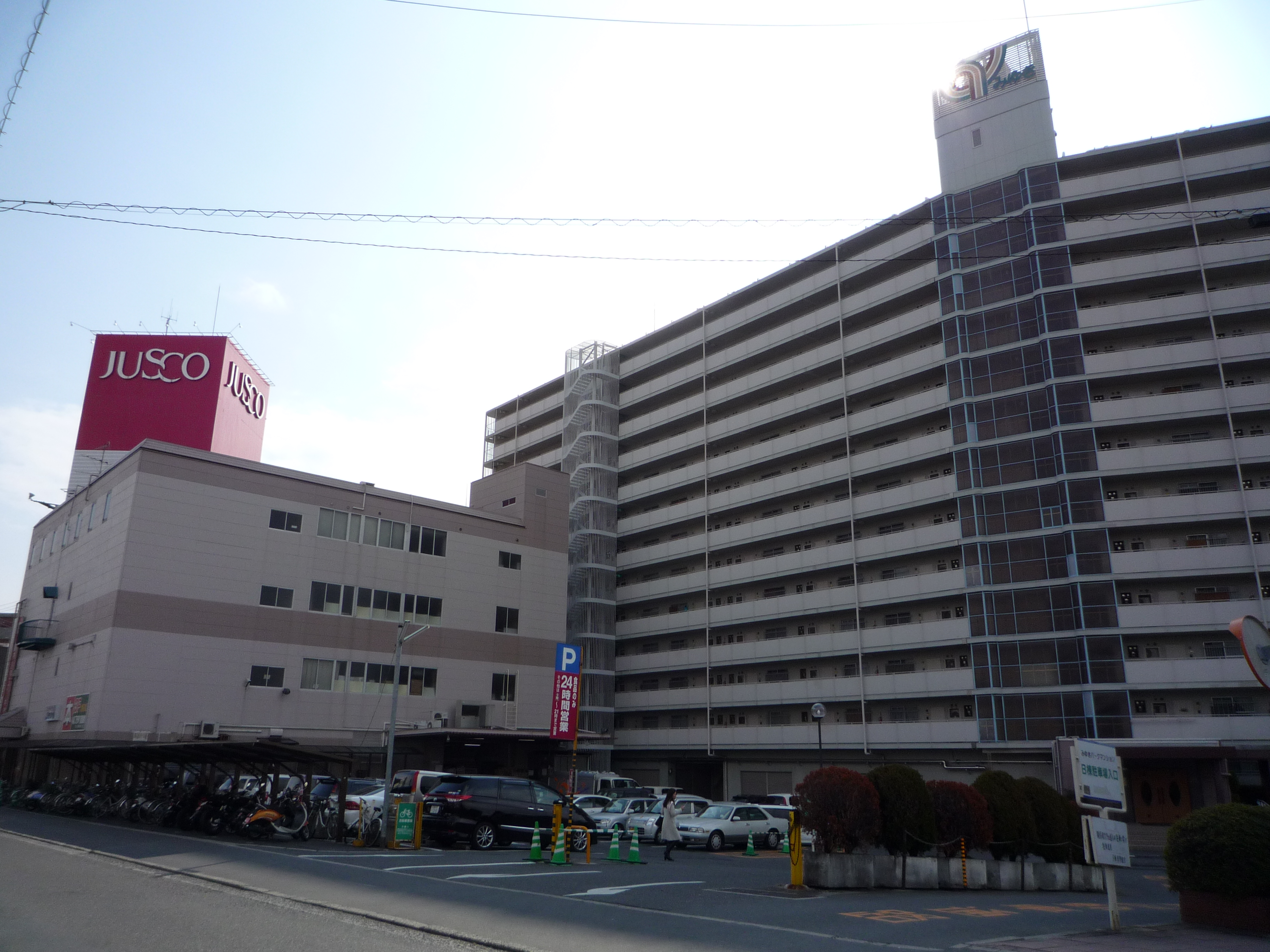
以前は商業施設はジャスコだった

## 交通アクセス
- 広島電鉄宇品線 県病院前電停下車すぐ[13]
  - 1号線：（八丁堀・紙屋町東・市役所前方面） - 県病院前 - （宇品二丁目・広島港方面）
  - 7号線：（横川駅・紙屋町西・市役所前方面） - 県病院前 - （宇品二丁目・広島港方面）
  - 5号線：（広島駅・比治山下方面） - 県病院前 - （宇品二丁目・広島港方面）
- 西翠町バス停下車、徒歩1分
  - 301,302 まちのわループ（広電バス・広島バス・広島交通）：（広島駅新幹線口・八丁堀方面） - 西翠町 - （旭町・大学病院前方面）
  - 12号線（広電バス[14]）：（白島町・八丁堀方面） - 西翠町 - （丹那町・仁保沖町方面）

## 周辺
千田廟公園に隣接し、周辺には県立広島病院などがある。

## 補足
1. ↑  以前は、広島相互銀行 → 広島総合銀行だった
2. ↑  現在の会社名は『アスティ』。現在の敷地と建物は十和の関連会社の『フジ・リテイリング』のフジグラン広島になっている。詳細は個別項目を参照
3. ↑  その時点で核テナントは、決定していなかった
4. ↑  後に『広島総合銀行』になり、現在は『もみじ銀行』になっている
5. ↑  その後『みどり』に移管されて『ザ・ビッグ可部店』を経て、その後イオングループを外れ『ショッピングセンター可部ビッグ』になった。2011年（平成23年）7月に閉店した
6. ↑  株式会社マイカルなど数社とイオンリテール株式会社が合併。これまでの店舗名ジャスコ及びサティなどのブランドをイオンに統合した

## 参照
1. 1 2  三井不動産レジデンシャル　トップ　不動産会社ガイド　SUUMO(スーモ)中国
2. ↑  『目でみる110年史』（以降『110年史』とする）154ページ
3. 1 2 3 4  『110年史』155ページ
4. ↑  『110年史』156ページ
5. 1 2  中国新聞 1973年4月19日 6ページ『広陵学園跡地 三井不動産が買収 15階マンション3つ 1階はショッピング街』
6. 1 2 3  中国新聞 1974年12月7日 7ページ『生まれ変わる広陵学園跡 「みゆきプラザ」10日着工』
7. 1 2  中国新聞 1976年11月17日 8ページ『みゆきプラザにジャスコが進出 来年6月末にオープン』
8. ↑  全国都道府県別SC一覧 (PDF)
9. 1 2 3  中国新聞 1977年11月26日 7ページ『ジャスコみゆき店オープン 地元商店街は「期待と不安」』
10. 1 2  『ジャスコ30年史』 282ページ
11. ↑  中国新聞 1977年2月21日 6ページ『みゆきプラザ新設 37%カットで了承 広島商議所商調協』
12. ↑  『フジ進出に備え着々 広島市のスーパー"6月決戦"へ 店舗改装や商圏見直し』 - 中国新聞 1982年2月13日 6ページ
13. ↑  電車・バスのご案内 - イオンみゆき店
14. ↑  バス情報 路線バス 広電バス

## 参考書籍
- 『中国新聞』（中国新聞社）各バックナンバー
- 『ジャスコ30年史』（ジャスコ）
- 『目でみる110年史』（広陵学園）